# Herbert Fussy
Herbert Fussy (* 19. März 1950 in Graz) ist ein österreichischer Germanist, Publizist und langjähriger Chefredakteur des Österreichischen Wörterbuchs.

## Karriere
Nach der Matura 1968 in Graz studierte Fussy an der Universität Graz Germanistik, Kunstgeschichte, Volkskunde, Philosophie und klassische Sprachwissenschaften. 1974 schloss er das Studium mit der Promotion zum Dr. phil. ab. 1975 wechselte Fussy beruflich nach Wien, wo er beim Österreichischen Bundesverlag als Lektor tätig wurde. Von 1987 bis 2015 war er Hauptverantwortlicher für die Betreuung des Österreichischen Wörterbuchs, dessen Umfang unter seiner Schriftleitung bis zur Jubiläumsausgabe 2012 (60 Jahre Österreichisches Wörterbuch) verdoppelt werden konnte. Mit Entschließung vom 12. Dezember 2012 wurde ihm vom Bundespräsidenten für seine langjährigen Verdienste um die Erwachsenenbildung der Berufstitel Professor verliehen.